# Lo que necesitas es amor
Lo que necesitas es amor es un programa de televisión español, que se emite por Antena 3 Television entre 1993 y 1999.
El programa era la adaptación del formato holandés All you need is love e inspirado en la exitosa versión italiana Stranamore.

## Formato
Se trataba de una combinación de talk show y reality show, en el que se pretendía la unión o reconciliación de parejas. Personas anónimas, empeñadas en conseguir o recuperar el amor de una pareja se dirigían al programa, que, mediante una Caravana del amor, se ponía en contacto con la otra persona. Esta era invitada al plató dónde se encontraba con su pretendiente.

## Historia
En su primera etapa, 1993-1994, el espacio fue conducido por la periodista Isabel Gemio, con la colaboración, en labores de azafato de Jaime Bores, con notables índices de audiencia.
Tras la marcha de Gemio, el 25 de septiembre de 1994, Jesús Puente, procedente de Telecinco, se estrenaba como presentador del programa. Puente continuó al frente del mismo durante cuatro temporadas, hasta 1998. Puente mantuvo e incluso incrementó los índices de audiencia de su predecesora, superando ampliamente los 6 millones de espectadores., alcanzando cuotas de pantalla del 40%, se convirtió en líder indiscutible en la noche de los domingos.
En la última temporada, desde el 20 de septiembre de 1998, Pedro Rollán se hizo cargo de la presentación, asistido por Óscar Martínez y Pilar Rubio. Durante esta etapa se produjo uno de los incidentes más luctuosos en la historia del programa cuando un hombre apuñaló a su esposa porque esta se negó a acudir al programa.
Pese a que los índices de audiencia se mantuvieron en la horquilla del 23%, el espacio fue finalmente retirado en la primavera de 1999.
La banda Mamá Ladilla, en su álbum Requesound (1999), dedicó una canción al programa titulándola "Lo que necesitas es un buen bofetón".

## Premios
Isabel Gemio obtuvo el Premio TP de Oro, correspondiente a 1994, en la categoría de Mejor presentadora gracias a su labor al frente del programa. Un año después el espacio estuvo nominado a los mismos galardones en la categoría de Mejor Magazine.